# Notosalpingus variipennis
Notosalpingus variipennis là một loài bọ cánh cứng trong họ Salpingidae. Loài này được Lea miêu tả khoa học năm 1908.